# 공자복호권
《공자복호권》(工字伏虎拳)은 중국 남파 권법 중 최대 문파를 이루는 홍가권(洪家拳)의 한 권법이다. 호랑이의 움직임을 형상화한 호권(虎拳)의 일종으로 투로의 노선이 공(工)으로 이루어져 있기 때문에 공자복호권이라는 이름이 붙었으며 홍가권의 기초 권법으로서 기본 자세와 힘을 단련하는데 그 목적이 있다.

## 구성
공자복호권의 투로는 전체 초식이 94식으로 이루어져 있다. 호랑이의 움직임을 형상화한 호권의 일종으로 홍가권의 창시자인 홍희관(洪熙官)이 창안했다는 설이 유력하다. 홍희관은 소림사 피신 중에 소림 무술의 달인인 지선선사(至善禪師)의 속가 제자로 입문하여 소림오권(少林五拳) 중 으뜸이 되는 호권을 전수받게 되고 후일 투로의 노선을 공(工)으로 개량하여 공자복호권을 창시하였다고 한다.홍가권의 권법 중 하나인 호학쌍형권(虎鶴雙形拳)이 강맹함과 부드러움을 두루 갖추고 있는 반면에 공자복호권은 호권의 강맹함에 편중되어 있다. 공자복호권의 특색은 기세가 웅장하고(氣勢雄壯), 맹렬하여(剛勁猛烈) "기운은 산하를 흔들고 움직임은 바람과 먼지를 일으킨다"(氣吼山河動、舉步風雲起)는 것이다. 공자복호권은 홍가권에 입문한 수련생들이 가장 먼저 배우는 권법으로서 그 목적이 홍가권의 기본 자세와 기술, 그리고 홍가권을 하기에 알맞은 체력을 기르고 몸을 만드는데 있다. 공자복호권을 연마하는 수련생들은 허리를 크게 낮추고 보법을 안정시켜야 하며(沈腰落馬), 주먹은 항상 중심선을 찔러(拳打中線) "권은 호흡을 따르고, 힘은 안정된 하체로부터 발생한다."(拳從胸口發，力自腰馬生)는 구결을 따라야 한다. 공자복호권의 투로는 상당한 체력을 요구하므로 대다수 수련생들은 공자복호권보다는 실전 기술을 연마할 수 있는 호학쌍형권을 더욱 선호한다고 한다.

## 역사
공자복호권은 홍가권의 창시자인 홍희관이 만들었다는 설, 후대에 황비홍(黃飛鴻)이 홍희관의 복호권을 개량하여 만들었다는 설 등으로 나뉜다. 다음 두 가지 설이 바로 그것이다. 두 가지 설 중에서는 홍희관이 창안했다는 설이 가장 유력하다.
- 공자복호권은 홍가권의 창시자인 홍희관이 만들었다는 설이 가장 유력하다. 홍희관이 소림사로 피신한 중에 소림사에서 소림 무공의 달인 지선선사를 만나 그로부터 호권의 일종인 《소림십팔나한복호권》(少林十八羅漢伏虎拳)을 전수받은 뒤 그 권법에 공(工)자 노선을 도입하여 공자복호권을 창시했다는 설이다.

- 그 다음으로 후대에 황비홍이 창안했다는 설이다. 원래 홍희관은 전수받은 권법을 개량하여 복호권(伏虎拳)을 만들었는데 후대에 복호권을 전수받은 황비홍이 공(工)의 노선을 도입하여 비로소 공자복호권을 완성시켰다는 설이다.

변함없는 사실은 홍희관이 창안한 것이 복호권이든 공자복호권이든 후대에 황비홍에게로 이어지면서 황비홍이 다시 한번 개량을 하였다는 것이다. 황비홍은 가문의 비기로 이어받은 홍가권을 대거 정리하는 작업을 펼치면서 호학쌍형권과 함께 공자복호권(혹은 복호권)을 개량하여 현대 홍가권이 형성되는데에 크게 기여하였다고 한다.
| 제1식 예비식(預備式)          |
| 제2식 용호초현(龍虎初現)      |
| 제3식 이호잠종(二虎藏蹤)      |
| 제4식 오보개마(五步開馬)      |
| 제5식 십자가수(十字架手)      |
| 제6식 보압천연(寶鴨穿蓮)      |
| 제7식 삼도교수(三度橋手)      |
| 제8식 사평대마(四平大馬)      |
| 제9식 십자가수(十字架手)      |
| 제10식 천사개인(天師蓋印)     |
| 제11식 음양개수(陰陽蓋手)     |
| 제12식 좌우개궁(左右開弓)     |
| 제13식 천궁사전(穿弓射箭)     |
| 제14식 유전건곤(扭轉乾坤)     |
| 제15식 음양개수(陰陽蓋手)     |
| 제16식 좌우개궁(左右開弓)     |
| 제17식 천궁사전(穿弓射箭)     |
| 제18식 유전건곤(扭轉乾坤)     |
| 제19식 패왕거정(霸王舉鼎)     |
| 제20식 나호신요(懶虎伸腰)     |
| 제21식 동교철마(銅橋鐵馬)     |
| 제22식 패왕거정(霸王舉鼎)     |
| 제23식 나호신요(懶虎伸腰)     |
| 제24식 음양개수(陰陽蓋手)     |
| 제25식 단호출동(單虎出洞)     |
| 제26식 쌍표수(雙標手)         |
| 제27식 대마귀조(帶馬歸槽)     |
| 제28식 나한복호(羅漢伏虎)     |
| 제29식 나한복호(羅漢伏虎)     |
| 제30식 흑호투심(黑虎偷心)     |
| 제31식 추혼장법(追魂掌法)     |
| 제32식 흑호투심(黑虎偷心)     |
| 제33식 십자가수(十字架手)     |
| 제34식 소호포금강(小虎抱金剛) |
| 제35식 맹호추산(猛虎推山)     |
| 제36식 음양개수(陰陽蓋手)     |
| 제37식 단호출동(單虎出洞)     |
| 제38식 오아량익(烏鴉亮翼)     |
| 제39식 음양개수(陰陽蓋手)     |
| 제40식 단호출동(單虎出洞)     |
| 제41식 오아량익(烏鴉亮翼)     |
| 제42식 쌍침교(雙沉橋)         |
| 제43식 나한고종(羅漢敲鐘)     |
| 제44식 쌍관수(雙貫手)         |
| 제45식 오아량익(烏鴉亮翼)     |
| 제46식 쌍침교(雙沉橋)         |
| 제47식 나한고종(羅漢敲鐘)     |
| 제48식 쌍관수(雙貫手)         |
| 제49식 오아량익(烏鴉亮翼)     |
| 제50식 백마헌제(白馬獻蹄)     |
| 제51식 맹호하산(猛虎下山)     |
| 제52식 묘아세검(貓兒洗臉)     |
| 제53식 수리장화(袖裡藏花)     |
| 제54식 청룡탐조(青龍探爪)     |
| 제55식 백마헌제(白馬獻蹄)     |
| 제56식 맹호하산(猛虎下山)     |
| 제57식 묘아세검(貓兒洗臉)     |
| 제58식 수리장화(袖裡藏花)     |
| 제59식 청룡탐조(青龍探爪)     |
| 제60식 태산압정(泰山壓頂)     |
| 제61식 적마제종(吊馬提鐘)     |
| 제62식 단룡출해(單龍出海)     |
| 제63식 지정중원(指定中原)     |
| 제64식 단침교(單沉橋)         |
| 제65식 아호복양(餓虎撲羊)     |
| 제66식 사자개구(獅子開口)     |
| 제67식 백원헌도(白猿獻桃)     |
| 제68식 우호접장(右蝴蝶掌)     |
| 제69식 광호파사(狂虎扒沙)     |
| 제70식 패왕거정(霸王舉鼎)     |
| 제71식 나호신요(懶虎伸腰)     |
| 제72식 맹호추산(猛虎推山)     |
| 제73식 당교(撞橋)             |
| 제74식 쌍관수(雙貫手)         |
| 제75식 중자마(中字馬)         |
| 제76식 좌호접장(左蝴蝶掌)     |
| 제77식 광호파사(狂虎扒沙)     |
| 제78식 패왕거정(霸王舉鼎)     |
| 제79식 나호신요(懶虎伸腰)     |
| 제80식 맹호추산(猛虎推山)     |
| 제81식 당교(撞橋)             |
| 제82식 쌍관수(雙貫手)         |
| 제83식 중자마(中字馬)         |
| 제84식 당교(撞橋)             |
| 제85식 오아량익(烏鴉亮翼)     |
| 제86식 단룡출해(單龍出海)     |
| 제87식 단수불장(單手佛掌)     |
| 제88식 천궁복호(穿弓伏虎)     |
| 제89식 미인조경(美人照鏡)     |
| 제90식 쌍절교(雙切橋)         |
| 제91식 사평대마(四平大馬)     |
| 제92식 오보회마(五步回馬)     |
| 제93식 이호잠종(二虎藏蹤)     |
| 제94식 수식(收式)             |

## 참조
- 소림홍권(공자복호권) - 중화민국장권홍권추광학회 / 少林洪拳(工字伏虎拳) - 中華民國長拳洪拳推廣學會